# Championnat de France de beach soccer 2012
Navigation
2011 2013
Le National Beach Soccer 2012 est la quatrième édition du Championnat de France de beach soccer. La finale a lieu fin juillet et se déroule pour la première fois à Saint-Jean-de-Monts. 
Champion en 2011, le Bonneveine BS devient le premier club à conserver son titre, s'imposant (3-2) contre le BS Palavas en finale.

## Déroulement
La compétition se joue sous la forme d'un challenge inter-régional. Chaque Ligue régionale organise un tournoi local dont le champion est qualifié pour la phase finale nationale.
Du 29 mai au 23 juin 2012, près de 54 clubs issues de sept ligues régionales différentes (Atlantique, Aquitaine, Languedoc-Roussillon, Lorraine, Méditerranée, Midi-Pyrénées et Réunion) prennent part aux phases qualificatives régionales. Au terme de ce premier tour, les huit meilleures équipes se retrouvent pour la phase finale organisée sur la plage de Saint-Jean-de-Monts en Vendée.

## Qualifications
Fin juin, le champion en titre Bonneveine Beach Soccer est sacré champion de Provence et se qualifie pour la finale inter-régionale.

## Clubs participants
Sept ligues régionales participent à cette édition 2012, qualifiant huit équipes pour la finale, dont deux de la ligue Méditerranée, l'équipe du FC essartais de la Ligue Atlantique et l'équipe de la Saint-Pauloise FC de la Réunion. Cette dernière comprend notamment les internationaux français Jérémy Basquaise et Romain Tossem, emmenés par Claude Barrabé. 
| Club                  | Ligue régionale      | Résultat 2011 | Entraîneur    | Depuis | Nombre participations |
| --------------------- | -------------------- | ------------- | ------------- | ------ | --------------------- |
| Bonneveine BS         | Méditerranée         | champion      | G. Guidarini  | 2011   | 2                     |
| Marseille XII         | Méditerranée         | finaliste     | Didier Samoun | 2010   | 3                     |
| BS Palavas            | Languedoc-Roussillon | troisième     |               | 2010   | 3                     |
| FC Essartais          | Atlantique           | -             |               | 2011   | 2                     |
| Saint-Pauloise FC     | Réunion              | -             |               | 2012   | 2                     |
| ESCTT Amnéville       | Lorraine             | -             |               | 2012   | 1                     |
| Stade Saint-médardais | Aquitaine            | -             |               | 2012   | 1                     |
| UJS Toulouse 31       | Midi-Pyrénées        | -             |               | 2012   | 1                     |

Le Marseille XII déclare forfait au dernier moment en raison de l'état de santé du frère d'un de ses joueurs.

## Phase finale

### Tableau
|  | Quarts de finale   | Quarts de finale  |                       |                    | Demi-finales           | Demi-finales |  |  | Finale            | Finale |
|  | Quarts de finale   | Quarts de finale  |                       |                    | Demi-finales           | Demi-finales |  |  | Finale            | Finale |
|  |                    |                   |                       |                    |                        |              |  |  |                   |        |
|  |                    |                   |                       |                    |                        |              |  |  |                   |        |
|  |                    |                   |                       |                    |                        |              |  |  |                   |        |
|  | Stade St-médardais | 3                 |                       |                    |                        |              |  |  |                   |        |
|  | Stade St-médardais | 3                 |                       |                    |                        |              |  |  |                   |        |
|  | Marseille 12e      | F                 |                       |                    |                        |              |  |  |                   |        |
|  | Marseille 12e      | F                 | Stade Saint-médardais | 1                  |                        |              |  |  |                   |        |
|  |                    |                   | Stade Saint-médardais | 1                  |                        |              |  |  |                   |        |
|  |                    | Bonneveine BS     | 3                     |                    |                        |              |  |  |                   |        |
|  | Bonneveine BS      | Bonneveine BS     | 3                     | 7                  |                        |              |  |  |                   |        |
|  | Bonneveine BS      |                   |                       | 7                  |                        |              |  |  |                   |        |
|  | ESCTT Amnéville    | 6                 |                       |                    |                        |              |  |  |                   |        |
|  | ESCTT Amnéville    | 6                 | Bonneveine BS         | 3                  |                        |              |  |  |                   |        |
|  |                    |                   | Bonneveine BS         | 3                  |                        |              |  |  |                   |        |
|  |                    | BS Palavas        | 2                     |                    |                        |              |  |  |                   |        |
|  | BS Palavas         | BS Palavas        | 2                     | 11                 |                        |              |  |  |                   |        |
|  | BS Palavas         |                   |                       | 11                 |                        |              |  |  |                   |        |
|  | FC Essartais       | 5                 |                       |                    |                        |              |  |  |                   |        |
|  | FC Essartais       | 5                 | BS Palavas            | 9                  |                        |              |  |  |                   |        |
|  |                    |                   | BS Palavas            | 9                  | Match pour la 3e place |              |  |  |                   |        |
|  |                    | Saint-Pauloise FC | 6                     |                    |                        |              |  |  |                   |        |
|  | Saint-Pauloise FC  | Saint-Pauloise FC | 6                     | 13                 |                        |              |  |  |                   |        |
|  | Saint-Pauloise FC  |                   |                       | 13                 |                        |              |  |  |                   |        |
|  | UJS Toulouse 31    | 5                 |                       | Stade St-médardais | 5                      |              |  |  |                   |        |
|  | UJS Toulouse 31    | 5                 |                       | Stade St-médardais | 5                      |              |  |  |                   |        |
|  |                    |                   |                       |                    |                        |              |  |  | Saint-Pauloise FC | 3      |
|  |                    |                   |                       |                    |                        |              |  |  | Saint-Pauloise FC | 3      |

### Feuilles de match
| Quart de finale 1 | Stade St-médardais | forfait | Marseille 12e |  |  |
|                   |                    |         |               |  |  |

| Quart de finale 2                                                     | Bonneveine BS                                    | 7 – 6      | ESCTT Amnéville |  |  |
|                                                                       | Frédéric Marques · Grégory Iborra · Anthony Zuno | (0-3, 4-4) |                 |  |  |
|                                                                       | rapport                                          |            |                 |  |  |
| Ben Boina - Gnepo, Mansoibou, Zumo, Mroivli, Iborra, Marques, Soumaré | Équipes                                          |            |                 |  |  |

| Quart de finale 3 | BS Palavas | 11 – 5 | FC Essartais |  |  |
|                   |            |        |              |  |  |

| Quart de finale 4 | Saint-Pauloise FC | 13 – 5 | UJS Toulouse 31 |  |  |
|                   |                   |        |                 |  |  |

| Demi-finale 1 | Stade Saint-médardais | 1 – 3                                                                 | Bonneveine BS                                    |  |
|               |                       |                                                                       | Franck Gnepo · Frédéric Marques · Grégory Iborra |  |
|               | rapport               |                                                                       |                                                  |  |
|               | Équipes               | Ben Boina - Gnepo, Mansoibou, Zumo, Mroivli, Iborra, Marques, Soumaré |                                                  |  |

| Demi-finale 2 | BS Palavas | 9 – 6 | Saint-Pauloise FC |  |  |
|               |            |       |                   |  |  |

| Finale                                                                | Bonneveine BS                                      | 3 – 2      | BS Palavas |  |  |
|                                                                       | Souleymane Soumaré · Franck Gnepo · Grégory Iborra | (1-1, 2-2) |            |  |  |
|                                                                       | rapport                                            |            |            |  |  |
| Ben Boina - Gnepo, Mansoibou, Zumo, Mroivli, Iborra, Marques, Soumaré | Équipes                                            |            |            |  |  |

### Matchs de classement
Les quatre équipes éliminées en quarts-de-finale s'affrontent dans un tournoi à élimination directe pour déterminer les places de 5e à 8e du classement finale.
|  | Demi-finales 5e- 8e | Demi-finales 5e- 8e |                 |   | Cinquième place | Cinquième place |
|  | Demi-finales 5e- 8e | Demi-finales 5e- 8e |                 |   | Cinquième place | Cinquième place |
|  |                     |                     |                 |   |                 |                 |
|  |                     |                     |                 |   |                 |                 |
|  |                     |                     |                 |   |                 |                 |
|  | ESCTT Amnéville     | 3                   |                 |   |                 |                 |
|  | ESCTT Amnéville     | 3                   |                 |   |                 |                 |
|  | Marseille 12e       | F                   |                 |   |                 |                 |
|  | Marseille 12e       | F                   | ESCTT Amnéville | 6 |                 |                 |
|  |                     |                     | ESCTT Amnéville | 6 |                 |                 |
|  |                     | UJS Toulouse 31     | 7               |   |                 |                 |
|  | UJS Toulouse 31     | UJS Toulouse 31     | 7               | 5 |                 |                 |
|  | UJS Toulouse 31     |                     |                 | 5 |                 |                 |
|  | FC Essartais        | 2                   |                 |   |                 |                 |
|  | FC Essartais        | 2                   | Septième place  |   |                 |                 |
|  |                     |                     |                 |   |                 |                 |
|  |                     |                     |                 |   |                 |                 |
|  |                     |                     |                 |   |                 |                 |
|  | Marseille 12e       | F                   |                 |   |                 |                 |
|  | Marseille 12e       | F                   |                 |   |                 |                 |
|  | FC Essartais        | 3                   |                 |   |                 |                 |
|  | FC Essartais        | 3                   |                 |   |                 |                 |

## Classement
| # | Club                    | Ligue                |
| - | ----------------------- | -------------------- |
| 1 | Bonneveine BS           | Méditerranée         |
| 2 | BS Palavas              | Languedoc-Roussillon |
| 3 | Stade Saint-médardais   | Aquitaine            |
| 4 | Saint-Pauloise FC       | Réunion              |
| 5 | UJS Toulouse 31         | Midi-Pyrénées        |
| 6 | ESCTT Amnéville         | Lorraine             |
| 7 | FC Essartais            | Atlantique           |
| 8 | Marseille 12e (forfait) | Méditerranée         |